# Festung des Ali Pascha

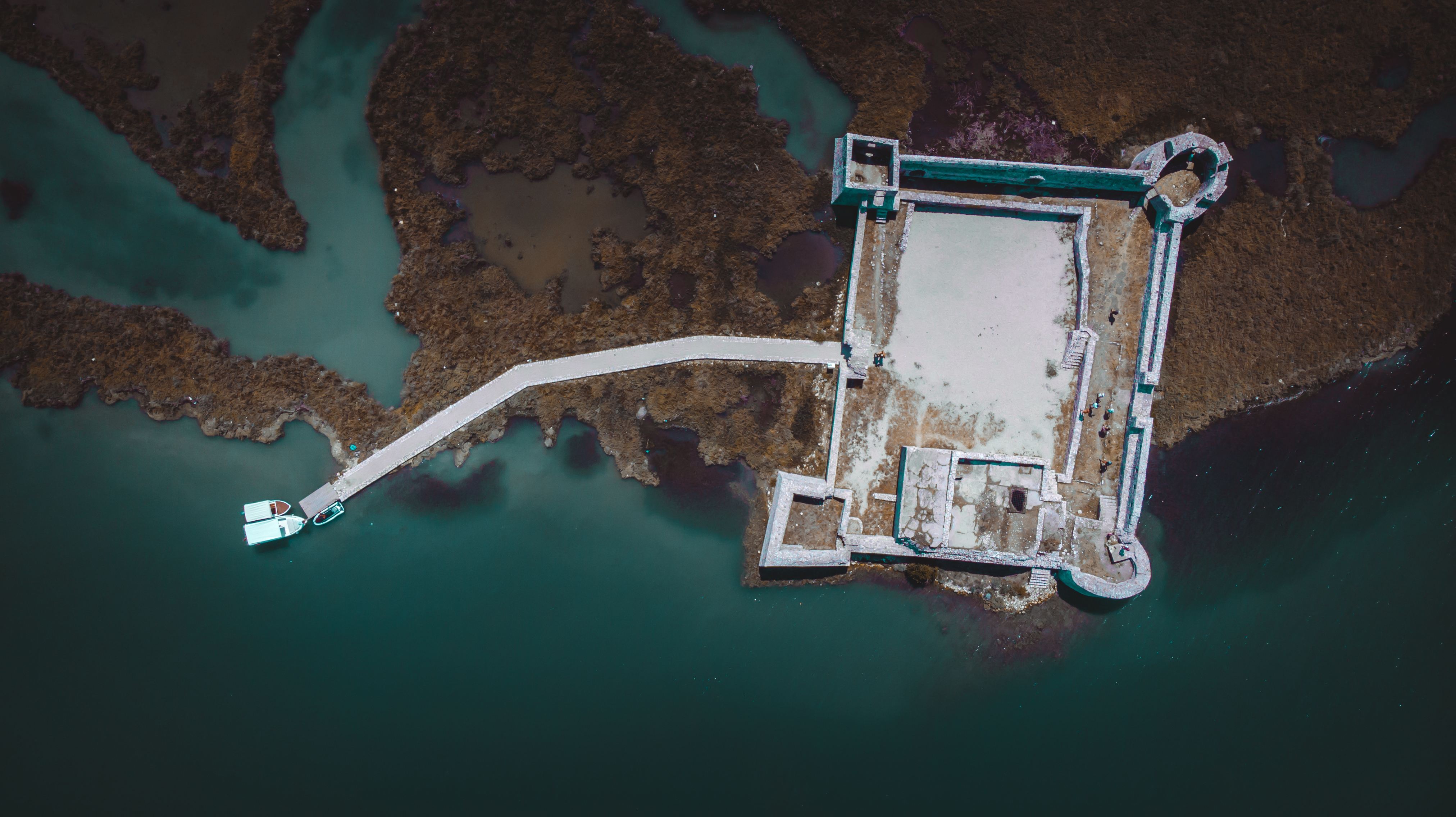
Luftaufnahme der Festung

Die Festung des Ali Pascha Tepelena (albanisch Kalaja e Ali Pashë Tepelenës) ist eine Festung bei der antiken Stadt Butrint im Süden Albaniens. Sie ist nach Ali Pascha von Tepelena benannt, der dort um 1820 kurz herrschte. Eine erste Anlage an dieser Stelle wurde vor 1718 errichtet.
Die Festung liegt auf einer kleinen Insel an der Mündung des Vivar-Kanals, der den Butrintsee mit dem Ionischen Meer verbindet. Sie ist nur mit dem Boot erreichbar. Butrint liegt rund zweieinhalb Kilometer weiter östlich am Beginn des Kanals. Die rechteckige Anlage ist etwa 22 auf 30 Meter groß. In den Ecken befinden sich jeweils Türme, die mit Kanonen bestückt waren – die westlichen Türme sind rund, die landeinwärts gerichteten viereckig. Der Hauptzugang war auf der Nordseite unmittelbar am Kanal, ein Wehrgang verlief entlang den anderen drei Mauern. Sogar der Innenhof stand vermutlich zeitweise unter Wasser.
Die Festung wurde erstmals erwähnt, noch lange bevor ihr Namensgeber Ali Pascha geboren wurde: Sie ist auf einer venezianischen Karte aus dem Jahr 1718 abgebildet und gehörte vermutlich der korfiotischen Familie Gonemi. Ein rechteckiger Turm über dem späteren Eingang war der älteste Teil der Anlage. Karaiskaj vermutet „ein venezianisches, festes Haus, aus den Jahren gegen 1700 stammend“ (Gjerak Karaiskaj: Die spätantiken und mittelalterlichen Wehranlagen in Albanien).

1386 ging Butrint an die Venezianer. Mitte des 17. Jahrhunderts fiel die Stadt vorübergehend an die Osmanen. Danach bauten die Venezianer die Wehranlagen weiter aus. 1798 eroberte Ali Pascha Butrint von den Franzosen, die während zwei Jahren über das Gebiet geherrscht hatten, nachdem die Republik Venedig von Napoleon zerschlagen worden und die Ionischen Inseln an Frankreich gingen waren. Bei diesen Ereignissen wird die Festung nicht erwähnt, weshalb es „unmöglich scheint, daß sie damals schon [in der heutigen Form] existierte“ (Gjerak Karaiskaj: Die spätantiken und mittelalterlichen Wehranlagen in Albanien). Ali Pascha ließ die bestehende Anlage erweitern und erneuern, vermutlich in großer Eile im Jahr 1807. Er kontrollierte Butrint bis zu seiner Ermordung im Jahr 1822. Danach fiel die Festung an die Osmanische Armee.

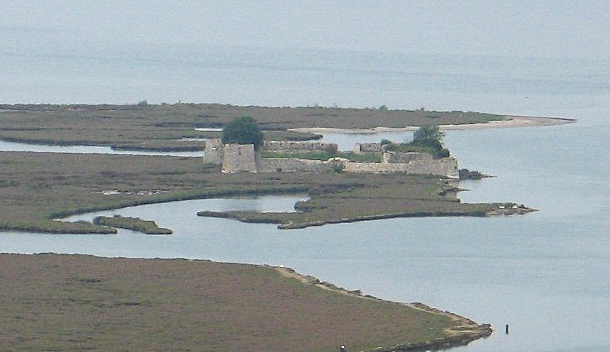
Die Festung im Mündungsbereich des Kanals von Butrint aus gesehen

In der Region gibt es noch weitere Festungen, womit die Herrschenden einerseits die strategisch bedeutende Lage an der Straße von Korfu sichern, andererseits die reichen Fischgründe rund um Butrint schützen wollten. Innerhalb der antiken Stadt Butrint liegt auf der Akropolis das auf mittelalterliche Anlagen zurückgehende Venezianische Kastell, am Fuße des Hügels liegt am Kanalufer ein venezianischer Wehrturm. Auf der südlichen Kanalseite gegenüber der Stadt befindet sich die Kalaja trekëndore (Dreiecksburg), ebenfalls unter venezianischer Oberherrschaft vermutlich im frühen 16. Jahrhundert an der Stelle von Vorgängerbauten errichtet.
Die Anlage liegt innerhalb des Nationalparks Butrint. Sie ist von Butrint per Boot gut erreichbar.